# Edény
Ez a cikk az eszközről szól, a botanikai fogalmat lásd itt: Edény (botanika)
Az edény – szilárd anyagú üreges tárgy: folyadék, és a folyadékhoz hasonlóan meríthető és tölthető, szemes vagy darabos tárgy tárolására, használatára. Készülhet: fából, kőből, bőrből, fémből, égetett agyagból, porcelánból, üvegből, műanyagból, vízálló papírból, lakkozott szövetből. Formája hengeres. Főformák: a hordó, a merítő, a töltő (tölcsér) és önt(öz)ő edény. Kiegészítő: a talp, láb, (bogrács)állvány; a fül, a nyél, szár, fogó; födél, a csap.

## Típusai

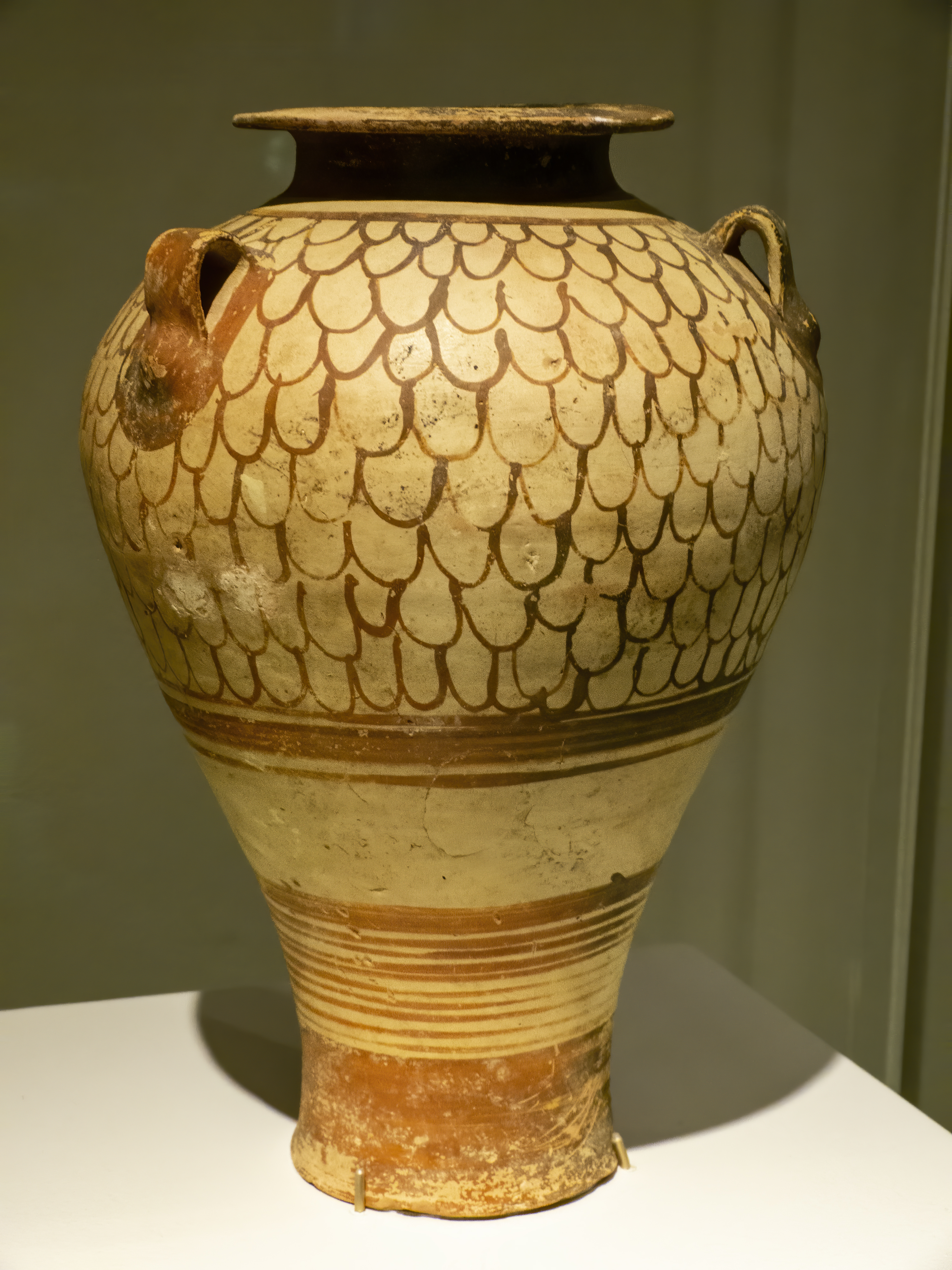
Ókori mükénéi amfóra díszítéssel

A görögöknél: amfora, urna, krater (elegyítőedény), ennek laposabb formája a csésze, gömbölyü vagy lapos fenekű; a kád, a tömlőalaku ampulla stb. Főző edényektől kezdve a leveses tálig, a kádtól és az üsttől kezdve sokféle a hordók formája, és aszerint változik nevük is. A merítésre szolgál a vödör és a kanál. Töltő edény a tölcsér, a kancsó. Öntő edény a kanna, a palack, és az ivó edények. Van: talpa, (lába), hasa, nyaka, szája, füle, csöcse. Elüt a fedél. Legnagyobb a hasa. Az anyagi sajátság szabja meg a formákat. A kőből készült edényt nem lehet úgy megmunkálni, mint pl. az arany edényt. Könnyebb formálni az agyagedényt. Az üveg mintegy középső helyet foglal el az agyag – ideértve a porcelánt is – meg a fém között. Az üvegedénynek a fala lehet vékony, megtűr tagozást, sokkal élesebb, mint az agyag, áttetsző a színében, egyszerűbb alakkal is díszesebb.

## Díszítése
A díszítménynek alkalmazkodni kell az edény alakjához, tagoltságához, nem szabad a főformát és a tagoltságot megrontani. Emelje ki! A díszítmény akár sík felszínű, akár domború: geometriai, növényi és alakos, változatos színű is. Az edény formálásának és díszítésének mesterei a görögök voltak. A társakul szegődtek az indiaiak. A kínaiak és a japánok az agyag és a fémes edény gyártása azonban díszítésében az előbbiektől elüt.

## Edénytörténet
A legrégibb edények az agyagedények. Az öntött bronzedény, díszítményei kezdetben durván és domborúan mintásak, a későbbi díszítmények pedig bemélyítve. Ilyen edény hazánkban Törtelen, a másik pedig Tolna megyében. A törteli sokkal nagyobb. Hengerded, alul tojásdad záródású, a nyílásnál pedig két négyszegletes és gombafejhez hasonló tagokkal díszített, füllel ellátott csöbrök ezek, melyeknek alul talpa volt, s a két fül, szállításra. Talpuk letört. Hampel József szkítaföldi leleteknek nevezte el őket. A hallstatti kultúra edénye egy darab bronzlemezből domborított (trébelt), vagy pedig több darabból készült, amelyeket összeszegeltek (nitteltek). Ezeknek a díszítménye is domborított. Van köztük egy és két félkörű, rendesen csavart fogantyúval ellátott kisebb-nagyobb, félgömbidomú üst, egyfülű, hasonló formájú csészék, nagy kétfülű fazekak (situlák). Legnevezetesebb ilyen leleteink a hajdúböszörményi, breznóbányai, aszódi és somlyói edények. Sok az olyan, melyik rendesen négykerekű kocsit utánzó talpra van erősítve. Ezek közül Szászvárosszéken került elő egy, amely azonban a bécsi császári és királyi múzeumba jutott. Ide kell sorolnunk a cisztákat is. A kacsafej ennek a kornak különösen kedvelt és jellemző díszítménye. Hazánkból Csicserről a Lehóczky-féle gyűjteményben; a Magyar Nemzeti Múzeumban ismeretlen lelőhelyről. A Lehóczky-félén a kacsának két előrenyúló szarva is van. Az északi bronzlégió (északnyugati Németország, Dánia és a Skandináv-félsziget) temetkezései, az úgynevezett függő edényeket (vase á suspension) adják; csúccsal lefelé fordított kúpformájú, széles, egyenes szélű, kétfülű edények ezek, amelyek körülfutó sávval gazdagon ékes, s melyhez hasonló, csúcsán gombos végű bronzfedő tartozik. .
Körülbelül egy időben a bronzokkal lépnek fel az arany edények is, a legkorábbiak egyfülű csészék dombor díszítményekkel s ritkán készültek tiszta aranyból, hanem ötvözetből. Effajta edényben leggazdagabb az égalji régió. Legnevezetesebb a nagyszentmiklósi és a szilágysomlyói második aranyleletnek arany edényei azon tálak, amelyeknek szélére csatok erősítik hordani. Az üveget szintén már jó régen használták edények készítésére.
Szekszárdon leltek felirattal ellátott üvegserleget. A szekszárdi vas diatretum a következő görög feliratot viseli: LEIBE TW POIMENI PIE SHSAIS. Legrégebbi faedények a jütlandi tumulusokból erednek, a bronzkorból. Legszebb példányok a koppenhágai királyi múzeumban, melyeket bevert ónszegecskék díszítenek. Fakupákat, merítőedényeket és fafazekakat, amelyek egyetlen darabból vannak kifaragva, igen sokat találtak az észak-németországi és dániai tőzegtelepekben. A népvándorláskori sírok adtak olyan facsöbröket, melyek egyenes dongákból álltak össze és vasabroncsok szorítják, mint a mi mai hordóinkat. Ez is római hagyomány, mert a Nemzeti Múzeum tulajdonában van egy késő római leletből származó ilyen facsöbör, amelyet széles bronzabroncsok tartanak össze.

## Fazék
A magasabb, mint amilyen széles edény neve fazék.

## Kerámiabevonatú edények
Új találmány a kevesebb zsiradék használatához.

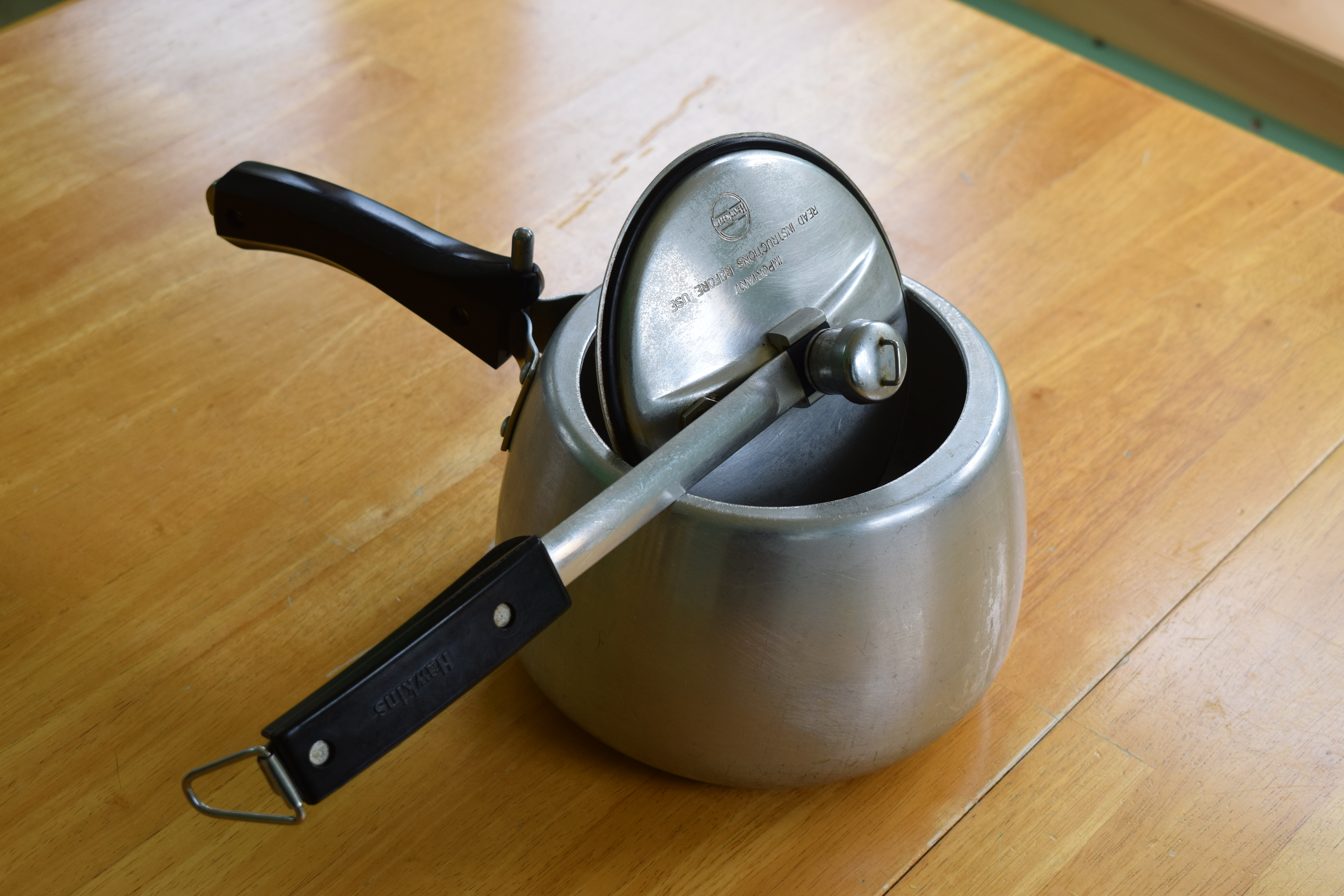
Kukta

## Kukta
A túlnyomás megrövidíti az elkészítés idejét, az értékes tápanyagok kevésbé romlanak.

## Lábos
Inkább széles, mint amilyen magas. Neve onnan ered, hogy egykor lábon állt a tűz fölött.

## Római tál

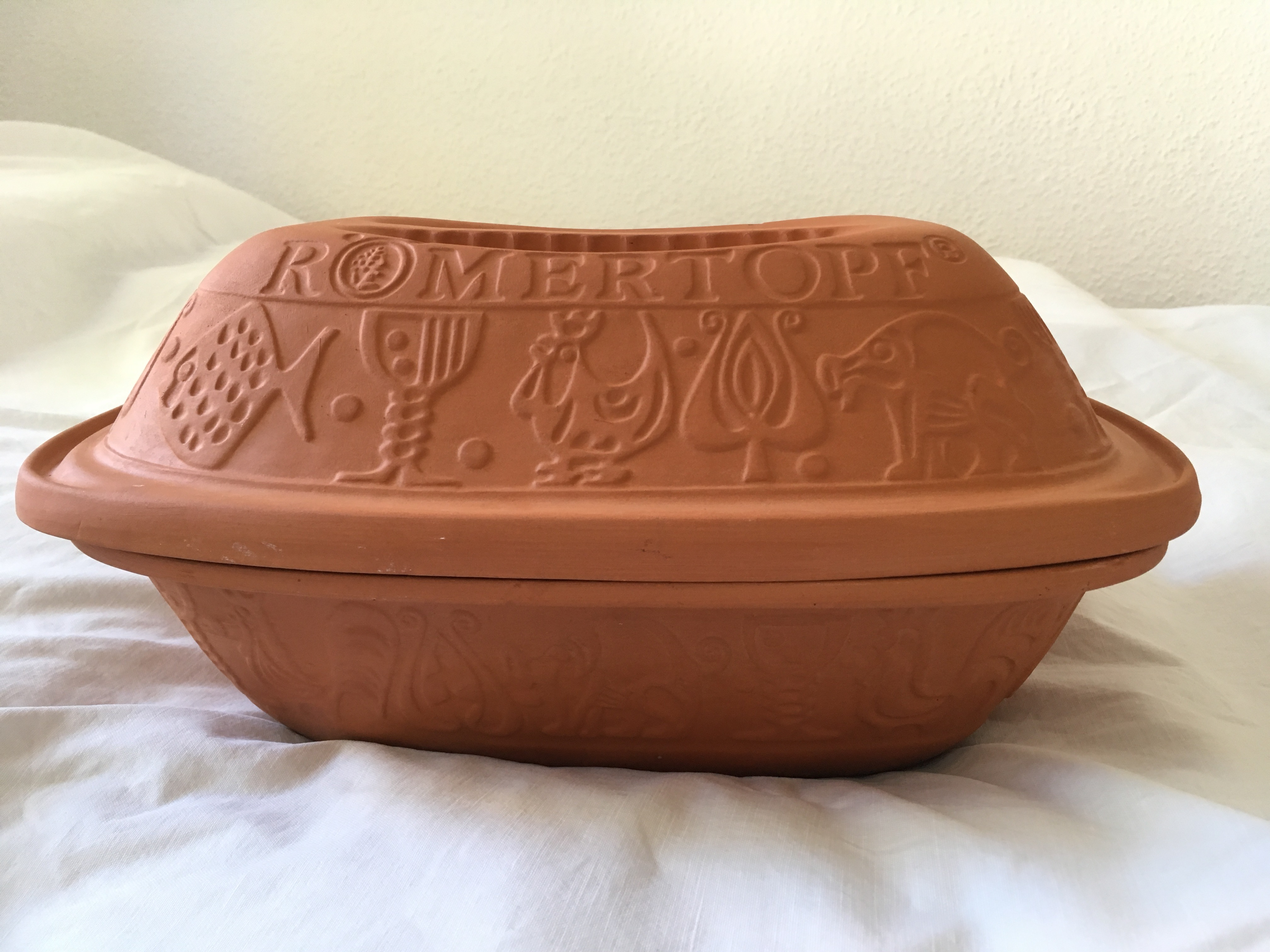
Római tál

A tál használata előtt fontos a hideg vízben való 15-20 percig tartó áztatás. Mindig hideg sütőbe tegyük a római tálat, mert különben megrepedhet. A forró sütőből kivett edényt se tegyük hideg felületre, mindig konyharuhára vagy falapra helyezzük. A tisztítást, súrolást csak sóval végezzük, mivel a mosószeres víz beleivódik a pórusokba. Ha hagyma vagy egyéb erős szagú lett a tál, töltsük meg vízzel, öntsúnk bele ecetet és sütőben melegítsük egy órán át. Ezután öntsük ki a vizet, és dörzsöljük be sóval. Meleg vizes öblítés után szárítsuk ki.

## Rozsdamentes edények
Megbízható, könnyen tisztítható, tetszetős.

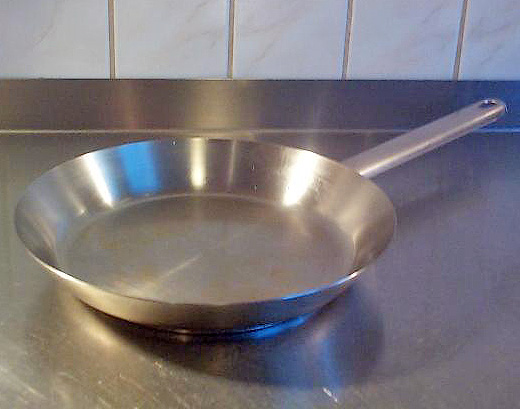
Nemesacél serpenyő

## Serpenyő
Lapos, nyeles edény. Az oldalfala legalább 3-4 centi (olajban sütéshez), alapterülete, amekkora palacsintát szeretnénk sütni. A teflonos változat könnyebben tisztítható, kezelhető, mint a fémserpenyő. Ennek időtálló, egészségesebb, újabb változata a kerámiával bevont serpenyő, könnyen tisztítható, kevés zsiradékkal, vagy anélküli sütéshez használhatók. Többféle méretben és színben kaphatók.

## Teafőző edények
Fém, zománcozott, és üvegből készült edény is kapható 1–1,5–2 literes. Szertartáshoz cserép, vagy porcelán. Ebbe a sűrítmény kerül a szamovár (önforraló) tetejére.

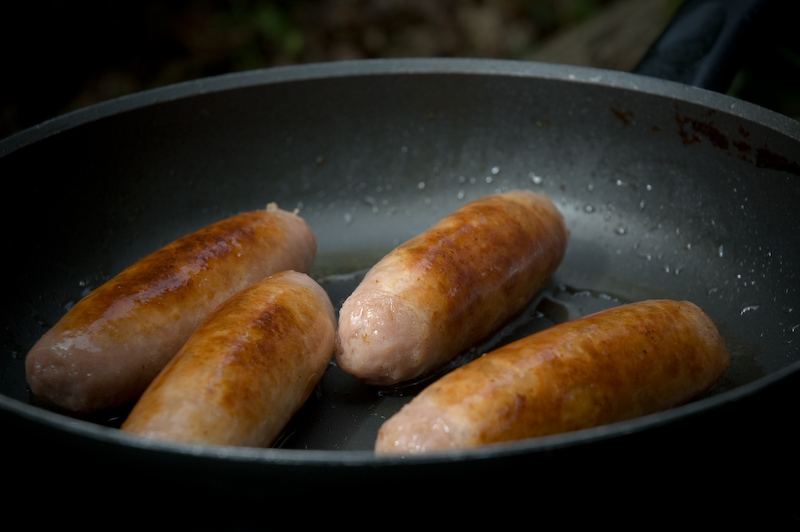
Kolbászok teflonbevonatú edényben

## Teflonedények
Lehetővé teszik a kevés zsiradék használatát, vagy zsiradék nélküli ételek készítését. Az űrkutatás anyaga a bevonat, karcolásra sérül.

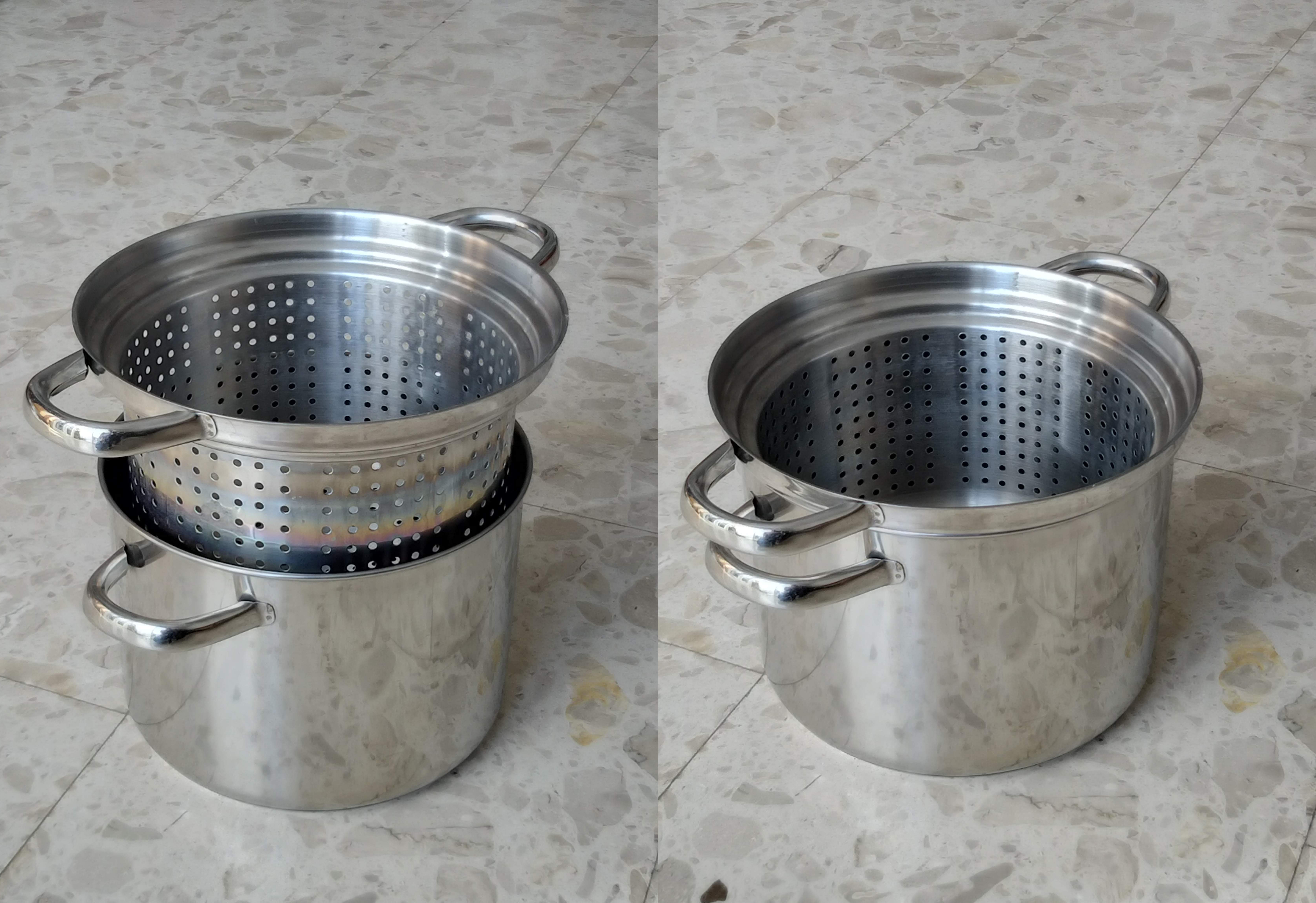
Tésztafőző edény tésztaszűrővel

## Tésztafőző edény
Apró lyukak vannak az edény fedőjén, és azon át a víz leönthető a megfőtt tésztáról. Egy szűrőbe kell tenni a tésztát, és azt kiemelni, ha kész van.

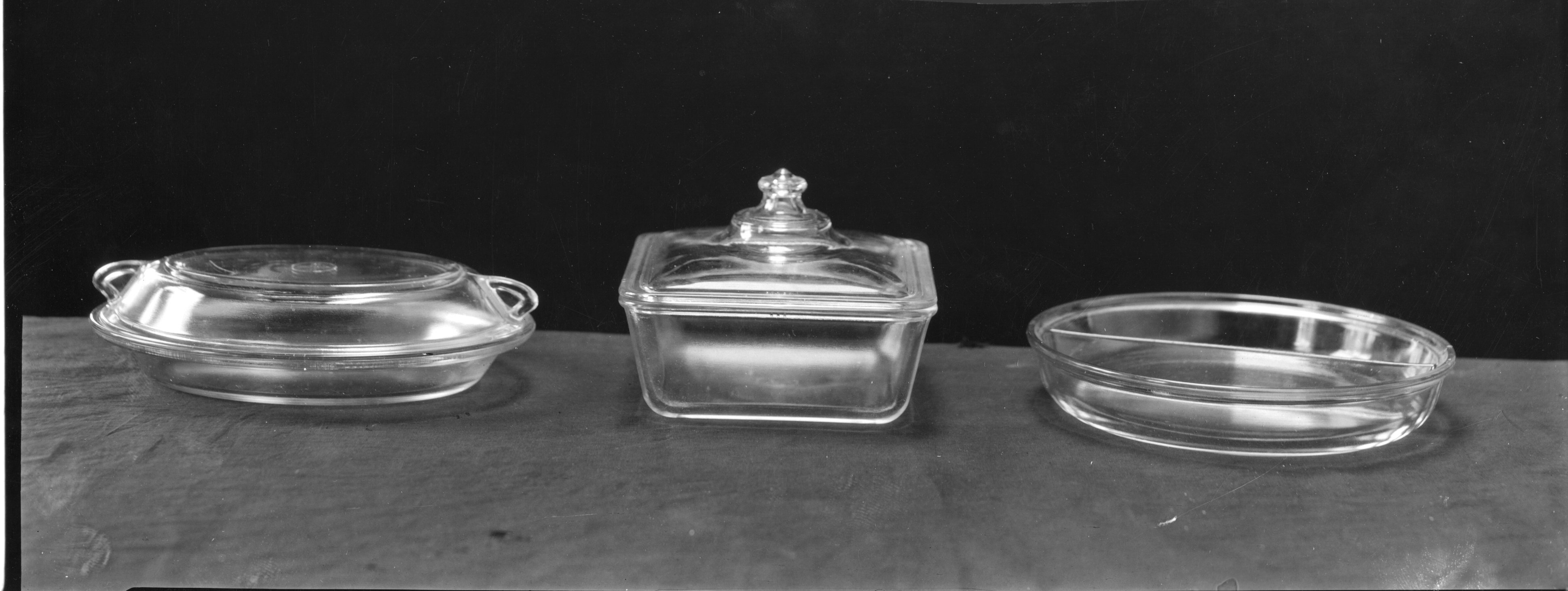
Jénai tálak

## Tűzálló (jénai) üvegedény
Főzésre, sütésre bármely tűzhelyen, de az ételek hűtésére és tárolására, vagy mikrohullámú sütőben való melegítésre, főzésre, és az étel tálalására is használható. A kisebb edények jók külön főzni a család és beteg részére is.

## Zománcozott edények
A rozsdamentes és teflonedények foglalták el a helyét, de van, aki zománctepsit használ a tésztafélék, rétegezett, rakott ételek készítéséhez.
Tej melegítésére külön zománcozott – esetleg vízköpenyes – edényt szoktak használni, amiben mást nem főznek. Gyógyteák készítéséhez is azt javasolják, hogy ne használjunk fémedényt, ekkor is jól jöhet az ép zománcú fazék.